# Piestus chullachaqui
Piestus chullachaqui es una especie de insecto coleóptero de la familia de los estafilínidos. Habita la selva baja del Cuzco (Perú) y recibe su epíteto específico "chullachaqui" (quechua, "pies desigual") en referencia a una criatura del folclore del lugar.